# Экономика Древней Греции

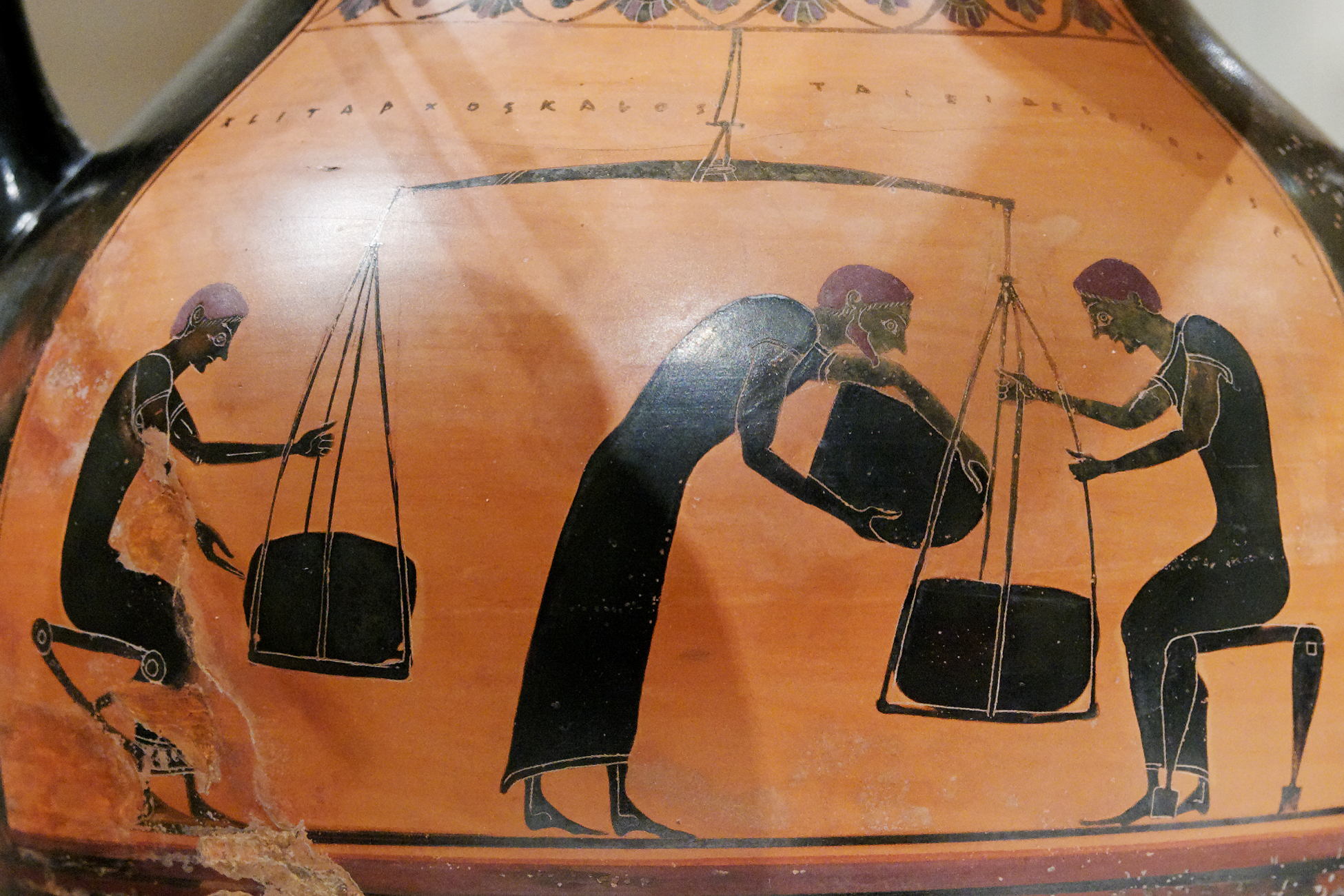
Мужчины взвешивают товар
(амфора художника Талейдеса,
540-е—530-е годы до н. э.)
Художественный музей Метрополитен.

Экономика Древней Греции во многом определялась зависимостью региона от импортных товаров. В результате низкого качества греческой почвы торговля сельскохозяйственной продукцией имела особое значение. Влияние ограниченного производства сельскохозяйственных культур было несколько компенсировано исключительным положением Греции, поскольку её положение в Средиземноморье давало её провинциям контроль над некоторыми из наиболее важных морских портов и торговых путей Египта. Начиная с VI века до н. э. торговля, ремесло и коммерция (в основном морская), стали ключевыми аспектами греческой экономики.

## Сельское хозяйство
Греческую почву сравнивают со «скупостью» или «скованностью» (на древнегреческом языке: stenokhôría, др.-греч. στενοχωρία), что помогает объяснить греческий колониализм и важность клерухий Малой Азии в контроле над поставками пшеницы. Оливковое дерево и виноградная лоза, а также фруктовые сады были дополнены выращиванием трав, овощей и масличных растений. Животноводство было плохо развито из-за нехватки земли. Овцы и 
козы были наиболее распространёнными видами домашнего скота, в то время как пчёлы содержались для производства мёда, единственного источника сахара, известного древним грекам.
До 80% населения Греции было занято в сельском хозяйстве. Сельскохозяйственные работы выполнялись в соответствии с временным ритмом: сбор оливок и обрезка виноградных лоз в начале осени и в конце зимы; откладывание залежи земли весной; сбор урожая зерновых летом; рубка леса, посев семян и сбор винограда осенью.
В древние времена большинство земель принадлежало аристократии. В VII веке до н. э. демографическая экспансия и распространение преемственности вызвали напряжённость между землевладельцами и крестьянами. В Афинах это было изменено реформами Солона, которые устранили долговую кабалу и защитили крестьянство. Тем не менее владения греческого аристократа оставались небольшими по сравнению с римской латифундией.

## Ремёсла

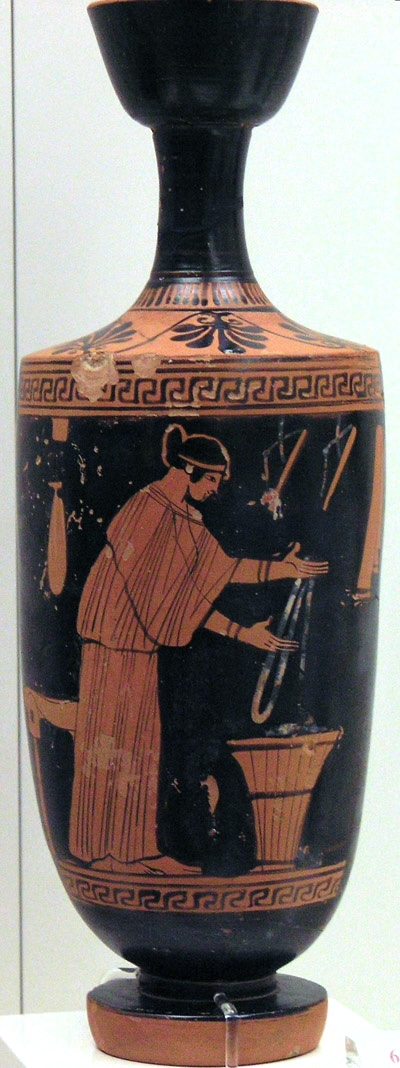
Женщина, работающая с шерстью (480-е—470-е годы до н. э.) Национальный археологический музей Афин.

Большая часть ремёсел Древней Греции была частично на юго-западе от домашней сферы. Однако между VIII и IV веками до н. э. ситуация постепенно изменилась с ростом коммерциализации греческой экономики. 
Таким образом, ткачество и выпечка — деятельность столь важная для западной позднесредневековой экономики — до VI века до н. э. выполнялась только женщинами. После роста торговли рабы стали широко использоваться в мастерских, где создавались только тонкие окрашенные ткани, такие как сделанные из тирского пурпура. С другой стороны, обработка металла, обработка кожи, деревообработка или керамика были специализированными видами деятельности, на которые большинство греков смотрели свысока.
Основная мастерская часто находилась в ведении семьи. В производстве щита Лисия работало 350 рабов; Отец Демосфена, изготовитель мечей, использовал 32 раба. После смерти Перикла в 429 году до н. э. возник новый класс: состоятельные владельцы и менеджеры мастерских. Примеры включают Клеона и Анита, указанные как владельцы предприятий кожевенного производства, и Клеофонта, чья фабрика производила лиры.
Работникам, не являющимся рабами, платили по назначению, поскольку мастерские не могли гарантировать регулярную работу. В Афинах тем, кто работал над 
государственными проектами, платили одну драхму в день, независимо от того, каким ремеслом они занимались. Рабочий день обычно начинался с восходом солнца и заканчивался во второй половине дня.

### Керамика
Работа гончара заключалась в выборе глины, лепке вазы, сушке, росписи и обжиге, а затем нанесении лака. Часть продукции шла для домашнего использования (посуда, ёмкости, масляные лампы) или для коммерческих целей, а остальная часть выполняла религиозные или художественные функции. Техники работы с глиной известны ещё с бронзового века; гончарный круг — очень древнее изобретение. Древние греки не добавляли никаких новшеств в эти процессы.
Создание художественно украшенных ваз в Греции имело сильное иностранное влияние. Например, знаменитая чернофигурный стиль коринфских гончаров, скорее всего, произошла от сирийского стиля обработки металлов. Таким образом, высота, на которую греки подняли искусство керамики, полностью объясняется их художественным чутьём, а не технической изобретательностью.
Керамика в Древней Греции чаще всего была работой рабов. Многие из афинских гончаров собирались между агорой и Дипилоном, в Керамейконе. Чаще всего они действовали как небольшие мастерские, состоящие из мастера, нескольких оплачиваемых ремесленников и рабов.

## Налогообложение
Прямое налогообложение не было развито в Древней Греции. Эйсфора (др.-греч. εἰσφορά) была налогом на богатство очень богатых, но взималась она только в случае необходимости — обычно во время войны. Крупные состояния также подлежали литургии, которая была поддержана общественными работами. Литургия могла включать, например, поддержание триремы, хора во время фестиваля театра или спортзала. В некоторых случаях престиж предприятия мог привлечь добровольцев (аналогично в современной терминологии пожертвованиям, спонсорству или дарению). Так было с хорегом, который организовал и профинансировал хоры на фестивале драмы. В других случаях, как бремя снаряжения и управления триремой, литургия действовала больше как обязательное пожертвование (то, что мы сегодня назвали бы единовременным налогом). В некоторых городах, таких как Милет и Теос, граждане облагались высокими налогами.
Эйсфора была прогрессивным налогом, так как он применялся только к самым богатым. У граждан была возможность отказаться от налогообложения, если они считали, что есть кто-то более богатый, не облагаемый налогом. Более состоятельным придётся оплачивать литургию.
С другой стороны, косвенные налоги были весьма важны. Налоги взимались, среди прочего, с домов, рабов, стада и отар, вина и сена. Право на сбор многих из этих налогов часто передавалось откупщикам или телонаи (др.-греч. τελῶναι). Однако это касалось не всех городов. Золотые рудники Тасоса и налоги Афин на бизнес позволили им отменить эти косвенные налоги. Зависимые группы, такие как пенесты Фессалии и илоты Спарты, облагались налогом города-государства, которому они подчинялись.

## Деньги

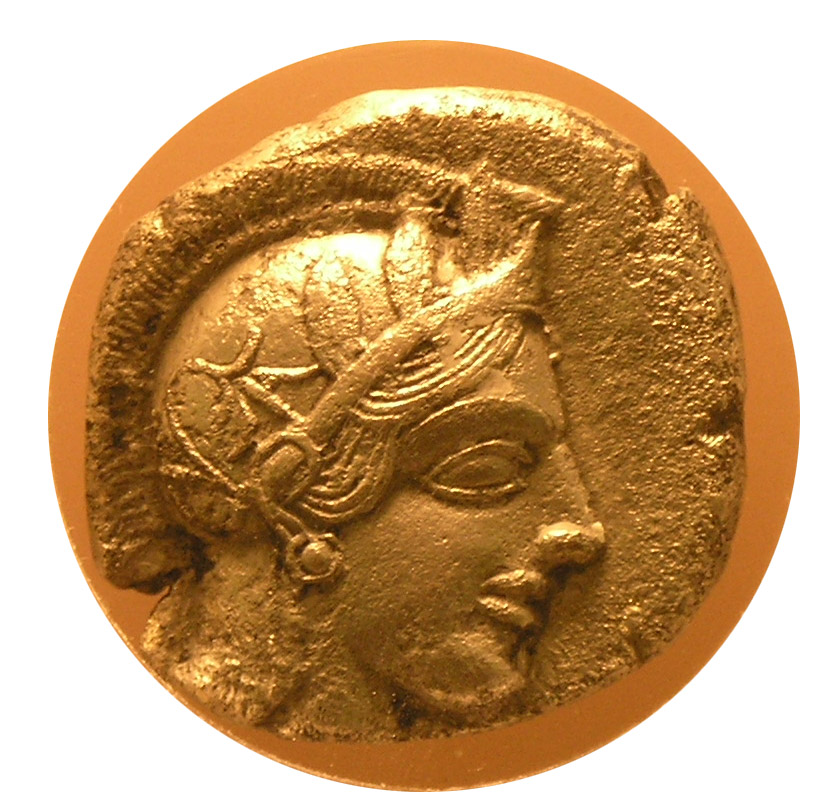
Афинская тетрадрахма.
Музей Афинской Агоры.

Чеканка, вероятно, началась в Лидии. Ранние монеты из электрума  (сплава золота и серебра) были найдены в Храме Дианы в Эфесе. В материковой Греции чеканки монет началась около 550 года до н. э., сначала в прибрежных торговых городах, таких как Эгина и Афины. Их использование распространилось, и города-государства быстро закрепили монополию на их создание. Самые первые монеты были сделаны из электрума, а затем из чистого серебра, наиболее часто встречающегося ценного металла в регионе. Рудники холмов Пангеона позволили городам Фракии и Македонии чеканить большое количество монет. Серебряные рудники Лавриона служили сырьём для «афинских сов», самых известных монет древнегреческого мира. Менее ценные бронзовые монеты также использовались всё это время.
Монеты сыграли выполняли несколько функций в греческом мире. Они предоставили собой средства обмена, в основном используемое городами-государствами для найма наёмников и выплаты компенсаций гражданам. Они также были источником дохода, поскольку иностранцы должны были обменивать свои деньги на местные деньги по обменному курсу, выгодному для государства. Они служили мобильной формой металлических ресурсов, что объясняет находки афинских монет с высоким содержанием серебра на больших расстояниях от места их чеканки. Наконец, чеканка монет придавала неоспоримый престиж любому греческому городу или городу-государству.
В классический период в Афинах сложились следующие соотношения основных денежных единиц.
| 1 талант = | 60 мин    | 6000 драхм | аттический талант = 26,2 кг серебра |
| ---------- | --------- | ---------- | --- |
| 1 мина =   | 100 драхм | 600 оболов | Монеты чеканились в 1/4, 1/2, 1, 2, 3 обола, 1 драхму, 2 драхмы (дидрахма, или статер), 4 (тетрадрахма), 6 (гекса-), 8 (окто-), 10 (дека-), 12 (додекадрахма) |
| 1 драхма = | 6 оболов  | 48 халков  | Монеты чеканились в 1/4, 1/2, 1, 2, 3 обола, 1 драхму, 2 драхмы (дидрахма, или статер), 4 (тетрадрахма), 6 (гекса-), 8 (окто-), 10 (дека-), 12 (додекадрахма) |
| 1 обол =   | 8 халков  |            | Монеты чеканились в 1/4, 1/2, 1, 2, 3 обола, 1 драхму, 2 драхмы (дидрахма, или статер), 4 (тетрадрахма), 6 (гекса-), 8 (окто-), 10 (дека-), 12 (додекадрахма) |

## Внешняя торговля
Основными экспортными товарами Греции были оливковое масло, вино, керамика и металлообработка. Импорт включал зёрна и свинину из Сицилии, Аравии, Египта, Древнего Карфагена и Боспорского царства.
Основными участниками греческой торговли были торговцы, известные как эмпорои (др.-греч. ἕμποροι). Государство взимало пошлину с их груза. В 
Пирее (главном порту Афин) этот налог изначально был установлен в размере 1 % или выше. К концу V века до н. э. налог был повышен до 33 талантов (Андокид, I, 133–134). В 413 году до н. э. Афины прекратили сбор дани с Делосского союза и наложили 5 %-ную пошлину на все порты своей империи (Фукидид, VII, 28, 4) в надежде увеличения доходов. Эти пошлины никогда не были 
протекционистскими, а просто предназначались для сбора денег в государственную казну.
Рост торговли в Греции привёл к развитию финансовых методов. Большинство торговцев, испытывая недостаток в наличных активах, 
прибегали к займам для финансирования всех или части своих экспедиций. 
Типичный заём для крупного предприятия в Афинах IV века до н. э., как правило, представлял собой крупную сумму денег (обычно менее 2000 драхм), ссуженную на короткий срок (продолжительность путешествия составляла несколько недель или месяцев) по высокой процентной ставке (часто 12%, но достигает уровня 100%). Условия контракта всегда составлялись в письменной форме, в отличие от ссуд между друзьями (эранои). Кредитор брал на себя все риски поездки, в обмен на которую заёмщик передавал свой груз и весь свой флот, которые конфисковывались по прибытии в порт Пирей.
Торговля в Древней Греции была свободной: государство контролировало только поставки зерна. В Афинах после первого собрания новой Притании правила торговли были пересмотрены при участии специализированного комитета, контролирующего торговлю пшеницей, мукой и хлебом.
Одним из основных двигателей торговли в Древней Греции была колонизация. По мере того как более крупные города-государства создают колонии, между городом-основателем и его колонией будет развиваться торговля. Кроме того, различный климат между городами и соответствующими колониями создавал сравнительные преимущества в товарах. Например, в колониях на Сицилии часто бывает лучшая погода, и они могут экспортировать зерно в более густонаселённые города. Крупные города-государства часто экспортировали больше товаров с добавленной стоимостью, таких как оливковое масло, обратно в колонии.
Количество затонувших кораблей, обнаруженных в Средиземном море, является ценным свидетельством развития торговли в древнем мире. Были обнаружены только два затонувших корабля, датируемые VIII веком до н. э. Однако археологи обнаружили 46 затонувших кораблей, датируемых IV веком до н. э., что, по-видимому, указывает на очень большой рост объёма торговли между этими столетиями. Учитывая, что средний тоннаж судов также увеличился за тот же период, общий объём торговли увеличился, вероятно, в 30 раз.

## Внутренняя торговля
Хотя крестьяне и ремесленники часто продавали свои товары, были также розничные торговцы, известные как капелои (др.-греч. κάπηλοι). Сгруппированные в гильдии, они продавали рыбу, оливковое масло и овощи. Женщины продавали духи или ленточки. Торговцы были обязаны платить за своё место на рынке. На них плохо смотрело население в целом, и Аристотель назвал их деятельность «своего рода обменом, который справедливо осуждается, поскольку это неестественно, и способом, с помощью которого люди получают друг от друга выгоду».
Параллельно с «профессиональными» торговцами были те, кто продавал излишки своих домашних продуктов, такие как овощи, оливковое масло или хлеб. Так было со многими мелкими фермерами Аттики. Среди горожан эта задача часто ложилась на женщин. Например, Еврипид писал, что мать продала кервель из своего сада (сравните Аристофан, «Ахарняне», т. 477-478).
Торговые центры в Древней Греции назывались агорами. Буквальное значение этого слова — место сбора или собрание. Агора была центром спортивной, художественной, духовной и политической жизни города. Древняя Афинская агора была самым известным примером. 
В начале греческой истории (XVIII — VIII века до н. э.) свободные граждане собирались на агоре для выполнения военной службы или для того, чтобы услышать заявления правящего царя или совета. В каждом городе была своя агора, где торговцы могли продавать свою продукцию. Было бельё из Египта, слоновая кость из Африки, специи из Сирии и многое другое. Цены фиксировались редко, поэтому торг был обычным делом.

## Цены
Данные, которые приводятся ниже, характерны для Афин с конца V до середины IV в. до н. э., то есть в промежутке времени, для которого сохранилось наибольшее количество документов.

### Государственные расходы
- Бюджет Афин (годовой): 1000—2000 талантов
- Возведение Парфенона: 469 талантов[12]
- Осада вражеского города в течение года: 1000—2000 талантов
- Содержание конницы (ок. 800 всадников): 40 талантов в год
- Содержание триеры с экипажем: 7 талантов в год
- Постройка триеры: 5 талантов[13]

### Казенные заработки
- Плата за вырезку на камне народных постановлений и других государственных документов: от 10 до 60 драхм, смотря по величине документа
- Плата архитекторам: 2—4 драхмы в день
- Путевые издержки послов:  2—3 драхмы в день
- Плата квалифицированному строителю: 1—2 драхмы в день
- Плата учителям: более 1 драхмы в день
- Плата всаднику: 1 драхма в день, включая содержание коня
- Плата рядового гоплита: 5—6 оболов в день
- Плата матросам: 3—4 обола в день
- Плата рабам на строительстве: 2—3 обола в день
- Плата на продовольствие: 2 обола в день

### Цены в греческих полисах
- Книга: 100 мин за 3 книги Пифагора (Диоген Лаэртский, кн.3)
- Хороший дом в Афинах: 30 мин (стоимость дома отца Демосфена)
- Красивая танцовщица-наложница: 20—30 мин
- Образованный раб: до 5 мин
- Раб-ремесленник: 3—4 мины
- Лошадь: 3—12 мин
- Простой раб: 2 мины в среднем (200 драхм)
- Хороший плащ: 10—20 драхм
- Сандалии: 6—8 драхм
- Телёнок: 5 драхм
- Овца: 2 драхмы
- Посещение борделя: 2—6 оболов, плата за вход и подарок жрице любви
- Театр: 2 обола за место
- 1 кг пшеницы: меньше 1 обола
- 1 л вина: 1/2 обола за дешевое фракийское

## Внешние ссылки
- Экономическая мысль в Древней Греции Архивная копия от 29 октября 2021 на Wayback Machine, Институт Мизеса
- Контроль заработной платы и цен в древнем мире Архивная копия от 29 октября 2021 на Wayback Machine, Институт Мизеса